# Холмухамедов, Шухрат Гайратжонович
Шухрат Гайратжонович Холмухамедов (узб. Shuxrat G‘ayratjonovich Xolmuhamedov) — узбекский военачальник. Министр обороны Республики Узбекистан с 23 ноября 2024 года, генерал-майор.

## Биография
Занимал должности заместителя министра обороны, заместителя секретаря Совета безопасности президента и заместителя министра по чрезвычайным ситуациям Республики Узбекистан.
С 23 марта 2021 по 23 ноября 2024 года — начальник Генерального штаба Вооружённых Сил Узбекистана — первый заместитель министра обороны Республики Узбекистан. 
23 марта 2021 года присвоено воинское звание генерал-майор.
23 ноября 2024 года назначен министром обороны Республики Узбекистан.

### Награды
- Медаль «Содиқ хизматлари учун» (2016)